# 爆問パニックフェイス!
『爆問パニックフェイス!』（ばくもんパニックフェイス）は、2010年10月27日からTBS系列で放送されている、ドッキリバラエティのお笑い特別番組で、爆笑問題の冠番組の1つである。
本稿では、2008年9月9日から2010年4月4日まで放送された『爆笑問題のドッキリ パニックフェイス王』についても記述する。

## 概要

### 『爆笑問題のドッキリ パニックフェイス王』時代
爆笑問題がブレイクしすぎて調子にのっている芸能人をドッキリ（イタズラ）でお仕置きするお笑い番組であり、主に改編期首末か年末年始に放送された。
ドッキリでお仕置きされる芸人は、フジテレビのバラエティ番組『爆笑レッドカーペット』の出演芸人である。主にお笑いコンビの1人がお仕置きされ、もう1人の相方は仕掛け人に回る。スタジオでは調子に乗った発言をした場合、爆笑問題・太田光の一存で炭酸ガスを浴びせるなどのお仕置きが執行される。

### 『爆問パニックフェイス!』時代
2010年10月27日（レギュラー初回は12月1日）より『世界笑える!ジャーナル』の後番組扱いでレギュラー放送化されることが決定して、爆笑問題にとっては『クイズ雑学王』（テレビ朝日）以来約8ヶ月ぶりに水曜20時枠の番組に出演することにもなった。
番組終了後には『くらべるくらべらー』の5分前告知があるが、そのあとの翌日の5秒告知は局によって異なる（『スパモク!!』枠が局によって番組が異なるため）。また、本番組が19:00 - 20:49の2時間スペシャルで放送される場合は、水曜19時台がローカル枠になっている関係で、水曜19時台に自社制作番組や他系列番組を放送しているネット局では1時間の短縮版を20:00 - 20:54に裏送りで放送する。
視聴率は2011年1月12日の2時間スペシャルで2ケタを記録したものの、通常放送においては、1桁台に低迷していた。
2011年3月11日に発生した東日本大震災の影響で、16日の放送は急遽中止、一連の災害の影響で、テレビ番組において「パニック」という単語を用いることが自粛されるようになり、本番組も2011年4月13日から『爆問パワフルフェイス!』と番組名を改題、リニューアルされることになったが、『パワフルフェイス!』も半年足らずで放送を終了した。
その後1年の間をおいて、『爆問パニックフェイス!』として、2012年10月4日の21:00 - 22:54にレギュラー終了後初の2時間スペシャルが放送された。同年12月19日の『水トク!』では復活第2回としてネタ企画が放送された。
2014年3月28日と2015年4月8日には『パニックフェイス!』を継承した『最強!爆問ドッキリ祭』（さいきょうばくもんドッキリまつり）が放送された。

## 出演者
司会
- 爆笑問題（田中裕二・太田光）
- エド・はるみ※レギュラー化以前の特番のみ

レギュラー（番組レギュラー化以降）
- 有吉弘行
- TKO（木本武宏・木下隆行）
- NON STYLE（石田明・井上裕介）

## 放送リスト

### 特番
後続の『パワフルフェイス』『爆問!最強ドッキリ祭』の特番も記述。基本はドッキリ番組だがネタ披露特番の時もある。パワフルフェイスは全てネタ特番である。
| 放送回数                                   | 放送日 (TBS)              | 放送時間 (JST)             | 放送タイトル | 視聴率 | 備考                                                  |
| ------------------------------------------ | ------------------------- | -------------------------- | --- | ------ | ----------------------------------------------------- |
| 第1回                                      | 2008年9月9日 （火曜日）   | 18:55 - 20:54（119分）     | 爆笑問題のドッキリ パニックフェイス王 調子に乗ってる芸能人お仕置しちゃうぞSP                                     | 12.9%  |                                                       |
| 第2回                                      | 2009年1月5日 （月曜日）   | 18:55 - 20:54（119分）     | 爆笑問題のドッキリ パニックフェイス王2 調子にのってる芸能人お仕置しちゃうぞ                                      | 15.1%  | この回まで2時間枠（第1期）。                          |
| 第3回                                      | 2009年4月6日 （月曜日）   | 20:00 - 22:54（2時間54分） | 爆笑問題のドッキリ パニックフェイス王3 桜吹雪のハリケーン!調子にのってる芸能人お仕置きしちゃうぞ!愛のムチ3時間SP | 12.6%  | 2009年度は3時間（または3時間半）枠。                  |
| 第4回                                      | 2009年10月1日 （木曜日）  | 19:55 - 23:14（3時間19分） | 爆笑問題のドッキリ パニックフェイス王4 秋の緊急大捜査24時!調子にのってる芸能人お仕置きしちゃうぞ!大パトロールSP  | 8.1%   | 2009年度は3時間（または3時間半）枠。                  |
| 第5回                                      | 2010年4月4日 （日曜日）   | 19:00 - 20:54（114分）     | 爆笑問題のドッキリ パニックフェイス王5                                                                           | 14.9%  | この回から2時間枠（第2期）。                          |
| 第6回                                      | 2010年10月27日 （水曜日） | 19:00 - 20:49（109分）     | 爆問パニックフェイス! ドッキリ大連発!調子にのってる芸能人お仕置きしちゃうぞSP                                    | 不明   |                                                       |
| 第7回                                      | 2011年1月12日 （水曜日）  | 19:00 - 20:49（109分）     | 爆問パニックフェイス! ドッキリ大連発!調子にのってる芸能人お仕置きしちゃうぞSP2                                   | 不明   |                                                       |
| 第8回                                      | 2011年2月9日 （水曜日）   | 19:00 - 20:49（109分）     | 爆問パニックフェイス! ドッキリ大連発!調子にのってる芸能人お仕置きしちゃうぞSP3                                   | 不明   |                                                       |
| 第9回                                      | 2011年4月13日 （水曜日）  | 19:00 - 20:49（109分）     | 爆問パワフルフェイス 今夜は芸人新ネタ大連発SP                                                                    | 不明   | パワフルフェイス名義 ネタ番組                         |
| 第10回                                     | 2011年8月3日 （水曜日）   | 20:00 - 21:48（108分）     | 爆問パワフルフェイス真夏の新ネタ大連発! 激アツ芸人大集合SP                                                       | 不明   | パワフルフェイス名義 ネタ番組                         |
| 第11回                                     | 2011年11月24日 （木曜日） | 19:00 - 20:54（114分）     | 今!この芸人が面白い 爆問パワフルフェイス 見逃し厳禁ネタ30連発                                                    | 不明   | パワフルフェイス名義 スパモク!!枠 ネタ番組            |
| 第12回                                     | 2012年10月4日 （木曜日）  | 21:00 - 22:54（114分）     | 爆問パニックフェイス! ザ・ドッキリ大連発SP                                                                       | 不明   |                                                       |
| 第13回                                     | 2012年12月19日 （水曜日） | 19:00 - 20:54（114分）     | 今、この芸人がスゴい!爆問パニックフェイス! ネタ&ギャグ大連発SP                                                   | 不明   | 水トク!枠 ネタ番組                                    |
| 第14回                                     | 2014年3月28日 （金曜日）  | 21:00 - 22:54（114分）     | 爆問!最強ドッキリ祭                                                                                              | 不明   | ラテ欄や宣伝文に「パニックフェイス17連発!」の記述あり |
| 第15回                                     | 2015年4月8日 （水曜日）   | 21:00 - 22:54（114分）     | 爆問!最強ドッキリ祭 パニックフェイス17連発SP                                                                     | 不明   |                                                       |
| （視聴率は関東地区・ビデオリサーチ社調べ） |                           |                            | |        |                                                       |

特番ゲスト
| 回    | 放送日      | 特番ゲスト |
| ----- | ----------- | --- |
| 第6回 | 10月27日[a] | JOY、原幹恵、安めぐみ、ハライチ、スザンヌ、チェ・ホンマン、具志堅用高、竹原慎二、輪島功一、加藤歩、山里亮太、村上純、片岡正徳、関町煮（ライス）                      |
| 第7回 | 11月24日[b] | ローラ・チャン、佐藤かよ、Wエンジン、 すぎ。、オール巨人、タケタリーノ山口、チェ・ホンマン、中村勇、加藤歩、千原せいじ、春田和幸、U字工事、硲陽平、金田哲、鈴木Q太郎 |

### レギュラー放送
| 回 | 放送日   | ゲスト |
| -- | -------- | --- |
| 1  | 12月1日  | 吉川ひなの、武田修宏、小林のん、ニテテ、春日俊彰、阿藤快、松木安太郎 |
| 2  | 12月8日  | すぎ。、原幹恵、庄司智春、U字工事、岡田圭右、スザンヌ、具志堅用高、竹原慎二、輪島功一、山田親太朗 |
| 3  | 12月15日 | ローラ・チャン、藤本美貴、HIRO、デヴィ・スカルノ、 パンツェッタ・ジローラモ、フィフィ、ボビー・オロゴン、中村勇、家城啓之、小森廣次、松室信一、硲陽平、蛭子能収、逸見光之、野口稔                                     |
| 4  | 1月12日  | トリンドル玲奈、藤本美貴、あかつ、くまだまさし、アントキの猪木、ガリ中島、ヒッキー北風、三須友博、佐々木健介、サバンナ、出川哲朗、北斗晶、我が家、大西ライオン、小島よしお、小野まじめ、岸良昌、松雪オラキオ、U字工事 |
| 5  | 1月19日  | 中野裕太、庄司智春、矢口真里、岩尾望、オードリー、藤原一裕 |

## 主な企画

### ドッキリ
特番時代から行われている企画
いきなりジャック・バウアー
テレビドラマ『24 -TWENTY FOUR-』の主人公、ジャック・バウアー風の刑事（日本人の役者。ただし、ほとんどの場合、実際にジャックの日本語吹き替えをしている小山力也がアテレコをしている）が突然現れ強引に車を奪われたり銃撃戦に巻き込まれるというドッキリ。
特番第4回（シーズンIV）にて行われた「インタビュー中に銃撃戦ドッキリ」がYouTubeに投稿されたことで海外から賛否両論の意見が寄せられ、デイリー・テレグラフやNine Networkといった海外メディアでも取り上げられた。
嘘感動ドッキリ
新婦の父が結婚に反対している中、結婚式をあげようとするカップルや泳げないが泳げるよう努力する少年など感動を呼びそうな出来事をレポートするが、実際は全くの嘘（当事者たちは全員仕掛け人の役者）というドッキリ。
レギュラー以降の企画
ニヤニヤフェイス〜もしもメイクさんがキス魔だったら〜
2011年1月19日放送分より登場。メイクさん（演：今井成美）がメイク中に突然、頬や首筋にキスをしてくる。その時の「にやけ顔」や慌てる様子を撮る企画。
もし伝説のボクサーが考えたドッキリをそのままやられたら
天然ボケで知られる3人の元ボクサー（具志堅用高、輪島功一、竹原慎二）が企画・演出したドッキリ。ただし、3人が考えるのは突拍子もないものばかりで、もはやドッキリですらない内容（ターゲットの女性タレントに「好きだー!!」と3人そろって告白する、など）も含まれている。そのため、視聴者からも苦情が寄せられていることが番組内で語られている。
パニックオーディション
番組初登場の若手芸人に、楽屋での怪奇現象ドッキリを仕掛けてそのビビりっぷりを見る、という企画。特番時代では内容は同じだが、普通の楽屋ドッキリとして行われていた。
日本列島ドッキリの旅 笑ってダマして！
「1億人の大質問!?笑ってコラえて!」が元ネタのコーナー。本家の様に「地図がついたダーツボード」があるものの、太田が投げるのはダーツではなく槍であり、しかも当たった場所に行くわけでもない（2011年2月23日放送分では「ぶっちゃけ後撮りなんで」という発言があった）。ただしテロップは本家に似せていたり、BGMも本家と同じものを使用している。

### その他の企画
Mr.パニクレディブル
レギュラー化以降の企画。視聴者が助けてほしいことやチャレンジしたいことを、TKO扮するMr.パニクレディブル（『Mr.インクレディブル』のパロディ）が解決する企画。発端はTKOの担当マネージャーが「（どんな仕事も）何でもやる」という条件で番組レギュラーを獲得したため。TKOには収録が事前に知らされず、「指令」という形で突然ロケ現場に連行されるため、実質「TKOへのドッキリ」である。
Mr.パニック
2011年1月12日より放送開始。太田光扮する"Mr.パニック"（Mr.マリックのパロディ）が助手の"ゼロ"（セロのパロディであり、本物の手品師）を連れて、芸能人の楽屋を訪れ、様々なマジックを披露する。ゼロは普通のマジックを披露するが、パニックが披露するのはターゲットとなる芸能人をパニックに陥れるイタズラである（例：「色を一瞬で変える」といって相手の私物をペンキ缶の中に放り込む、「相手の思い浮かべた絵柄のカードを出す」と言いつつトランプに相手の恥ずかしい写真を仕込む、など）。

## ネット局
| 放送対象地域   | 放送局                   | 系列    | 放送日時                 |
| -------------- | ------------------------ | ------- | ------------------------ |
| 関東広域圏     | TBSテレビ (TBS)          | TBS系列 | 水曜 20時00分 - 20時54分 |
| 北海道         | 北海道放送 (HBC)         | TBS系列 | 水曜 20時00分 - 20時54分 |
| 青森県         | 青森テレビ (ATV)         | TBS系列 | 水曜 20時00分 - 20時54分 |
| 岩手県         | IBC岩手放送 (IBC)        | TBS系列 | 水曜 20時00分 - 20時54分 |
| 宮城県         | 東北放送 (TBC)           | TBS系列 | 水曜 20時00分 - 20時54分 |
| 山形県         | テレビユー山形 (TUY)     | TBS系列 | 水曜 20時00分 - 20時54分 |
| 福島県         | テレビユー福島 (TUF)     | TBS系列 | 水曜 20時00分 - 20時54分 |
| 山梨県         | テレビ山梨 (UTY)         | TBS系列 | 水曜 20時00分 - 20時54分 |
| 新潟県         | 新潟放送 (BSN)           | TBS系列 | 水曜 20時00分 - 20時54分 |
| 長野県         | 信越放送 (SBC)           | TBS系列 | 水曜 20時00分 - 20時54分 |
| 静岡県         | 静岡放送 (SBS)           | TBS系列 | 水曜 20時00分 - 20時54分 |
| 富山県         | チューリップテレビ (TUT) | TBS系列 | 水曜 20時00分 - 20時54分 |
| 石川県         | 北陸放送 (MRO)           | TBS系列 | 水曜 20時00分 - 20時54分 |
| 中京広域圏     | 中部日本放送 (CBC)       | TBS系列 | 水曜 20時00分 - 20時54分 |
| 近畿広域圏     | 毎日放送 (MBS)           | TBS系列 | 水曜 20時00分 - 20時54分 |
| 鳥取県・島根県 | 山陰放送 (BSS)           | TBS系列 | 水曜 20時00分 - 20時54分 |
| 岡山県・香川県 | 山陽放送 (RSK)           | TBS系列 | 水曜 20時00分 - 20時54分 |
| 広島県         | 中国放送 (RCC)           | TBS系列 | 水曜 20時00分 - 20時54分 |
| 山口県         | テレビ山口 (tys)         | TBS系列 | 水曜 20時00分 - 20時54分 |
| 愛媛県         | あいテレビ (ITV)         | TBS系列 | 水曜 20時00分 - 20時54分 |
| 高知県         | テレビ高知 (KUTV)        | TBS系列 | 水曜 20時00分 - 20時54分 |
| 福岡県         | RKB毎日放送 (RKB)        | TBS系列 | 水曜 20時00分 - 20時54分 |
| 長崎県         | 長崎放送 (NBC)           | TBS系列 | 水曜 20時00分 - 20時54分 |
| 熊本県         | 熊本放送 (RKK)           | TBS系列 | 水曜 20時00分 - 20時54分 |
| 大分県         | 大分放送 (OBS)           | TBS系列 | 水曜 20時00分 - 20時54分 |
| 宮崎県         | 宮崎放送 (MRT)           | TBS系列 | 水曜 20時00分 - 20時54分 |
| 鹿児島県       | 南日本放送 (MBC)         | TBS系列 | 水曜 20時00分 - 20時54分 |
| 沖縄県         | 琉球放送 (RBC)           | TBS系列 | 水曜 20時00分 - 20時54分 |

## スタッフ

### 特番時代
第4回現在
- 構成：北本かつら、石坂伸太郎、田中大祐、清水寛生、山川俊司、安達××／秋葉高彰
- TM：金澤健一
- TD：瀬戸博之
- VE：水谷享介
- CAM：横田研一
- 音声：山田健吾、高岡崇靖
- 照明：夏井茂之
- ロケ技術：小林孝至・佐々木瑠美 (SWISH JAPAN)
- 美術：三須明子
- 美術制作：鈴木康裕
- 装置：谷平真二、三谷剛大
- ロケ美術：金子修一
- 電飾：田谷尚教
- メカシステム：濱口利行
- 装飾：川原栄一
- 特殊美術：白鳥保夫
- 特殊効果：永岡昇
- アクリル装飾：四女野望美
- 衣裳：南雲美和子
- 持道具：貞中照美
- ヘアメイク：城所とも美
- 特殊メイク：小松義夫
- かつら：寒郡千恵
- VTR編集：波江野剛（オムニバス・ジャパン）
- MA：水野貴浩（オムニバス・ジャパン）
- CG：牧田聡（オムニバス・ジャパン）
- 音響効果：太田光則 (ZACK)
- TK：鈴木裕恵
- 編成：片山剛
- 宣伝：眞鍋武
- デスク：木村喜代子
- AD：梅野良祐、大本和也、山田愛子、加藤千穂、山岸祐子、桝井香織、加野祥
- アシスタントプロデューサー：金子三枝、高柳奈緒子、福島千紘
- ディレクター：有馬巨人、和田英智、堤俊博、森伸太郎、森栄一郎、森田敦士、戸田悠貴
- プロデューサー：西村武彦、大原真人（第4回まで協力P）、刀根鉄太、喜瀬川恵子、荒井美妃
- 総合演出：松木大輔
- 制作プロデューサー：大久保竜
- 製作著作：TBS

### 現在
- 構成：北本かつら、清水寛生、安達××、藤井輝久／秋葉高彰、片岡正徳
- TM：金澤健一
- TD：大蔵聡
- VE：後藤静香
- CAM：横田研一
- 音声：田村真紀
- 照明：加藤由美子
- ロケ技術：小林孝至・佐々木瑠美 (SWISH JAPAN)
- 美術プロデューサー：三須明子
- 美術デザイン：齋藤傑
- 美術制作：鈴木康裕、半田裕記
- 装置：谷平真二、三谷剛大
- ロケ美術：金子修一
- 電飾：田谷尚教
- メカシステム：濱口利行
- 装飾：野呂利勝
- アクリル装飾：相原裕規
- 衣裳：横尾毅
- 持道具：貞中照美
- ヘアメイク：石川尋美
- VTR編集：波江野剛（オムニバス・ジャパン）
- MA：水野貴浩（オムニバス・ジャパン）
- CG：大森清一郎
- 音響効果：太田光則 (ZACK)
- TK：鈴木裕恵
- 編成：片山剛、時松隆吉
- 宣伝：眞鍋武
- デスク：木村喜代子
- AD：梅野良祐、塩川篤史、市川悟、浅沼雄介、須田岳未、伊藤孝行、中澤晋也、井関仁、内田琢磨、金崎準、宮麻美、川口一樹
- アシスタントプロデューサー：大森恵美、住田雄一、代田直章
- ディレクター：有馬巨人、和田英智、田中慶、堤俊博、森伸太郎、森田敦士、大崎義宏、高橋隼人、加納梓／勝田拓也
- 総合演出：松木大輔
- プロデューサー：刀根鉄太、喜瀬川恵子、荒井美妃
- チーフプロデューサー：大久保竜
- 制作・著作：TBS